# M-23 (Spanje)

De M-23

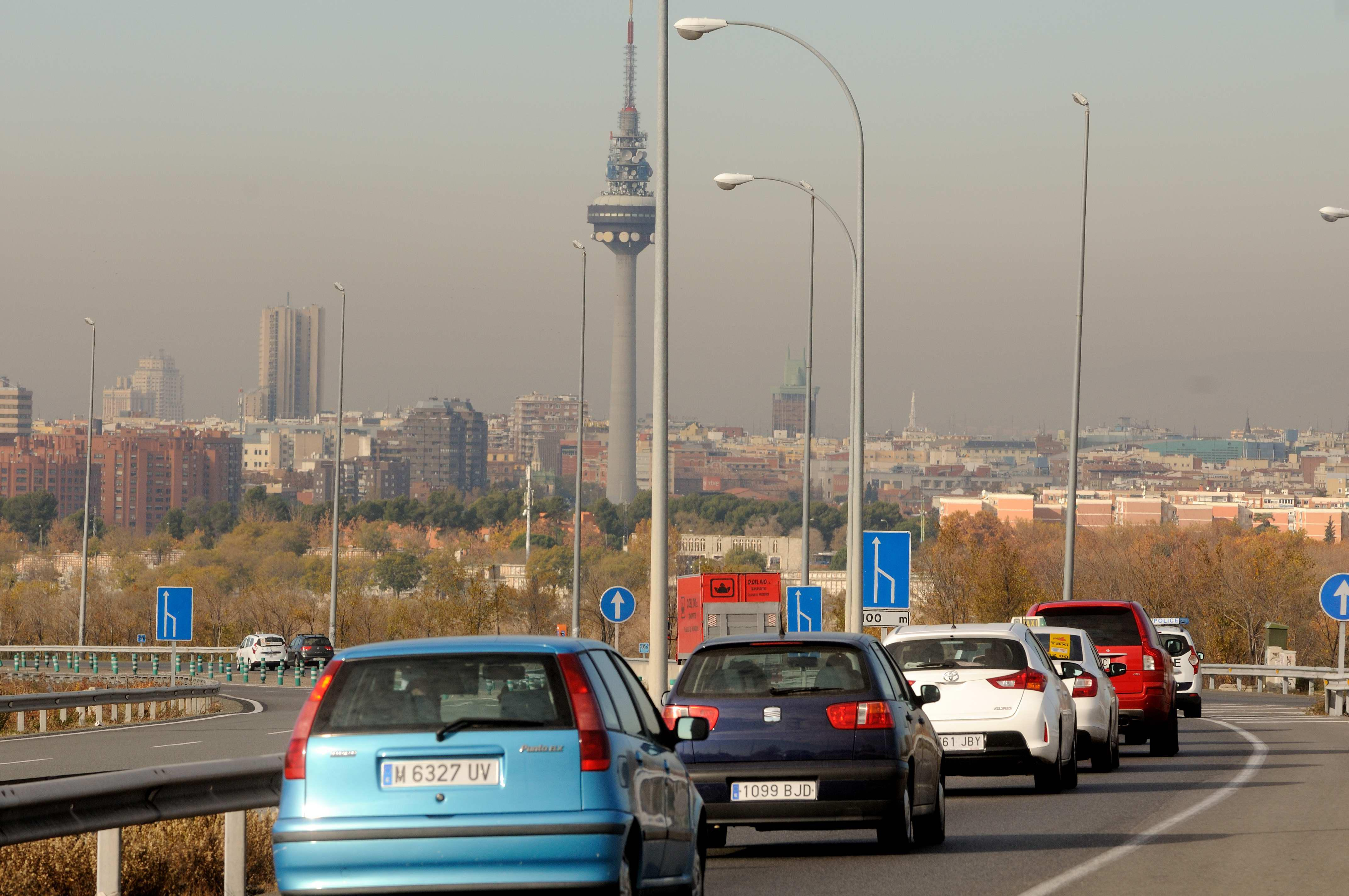
De M-23

De M-23 is een autopista in Madrid met een lengte van 1,5 kilometer. De M-23 verbindt de M-30 met de M-40 en de R-3.